# Gamba alanegra
La gamba alanegra (Tringa semipalmata) és un ocell limícola de la família dels escolopàcids (Scolopacidae) que cria en zones d'aiguamoll i llacs del Canadà (Alberta, Saskatchewan i Manitoba) i Estats Units (Oregon, Idaho, Nevada, Utah, Colorado, Nebraska i Dakota del Sud). Durant la migració habita platges del Mar Carib, i del Pacífic de Sud-amèrica. Aquesta espècie va ser inclosa al monospecífic gènere Catoptrophorus.